# 포모
포모(FOMO, fear of missing out) 혹은 고립공포감은 본래 마케팅 용어였으나, 사회병리 현상을 설명하기 위한 심리학 용어로도 사용된다. 포모는 '놓치거나 제외되는 것에 대한 두려움', 또는 '자신이 해보지 못한 가치있는 경험을 다른 사람이 실제로 하고 있는 것, 또는 정확히 확인되지 않았지만 그렇게 보이는 상황에 대한 막연한 불안감'에 대해 묘사할 때 주로 사용된다.
이러한 사회적 불안 현상은 다른 사람들이 무엇을 하는지 지속적으로 확인하고 싶어하고, 또한 다른 사람들 사이에 무슨 이야기가 오고 가는지 알고 싶어하는 욕구를 특징으로 한다. 포모는 또한 후회에 대한 두려움으로 정의된다. 이러한 사고는 사회적 상호작용, 새로운 경험, 수익성 있는 투자, 또는 만족스러운 사건 등에 참가할 수 있는 적절한 기회를 놓칠 수 있다는 강박적인 우려로 이어진다. 즉, 포모는 사람들에게 자신의 선택이 어떻게 달라질 수 있었을지 상상하도록 만들어 '시간을 잘못 소비하면 어떡하지', 또는 '특정 계획에 대해 잘못된 결정을 내리면 어떡하지'라는 두려움이 지속되도록 유발한다.
자기결정 이론에서는 다른 사람들과의 관계와 연결을 느끼는 것이 사람들의 심리적 건강에 긍정적인 영향을 미치는 중요한 심리학적 요소라고 주장한다. 이러한 이론을 적용했을 때, 포모는 자신의 욕구가 제대로 충족되지 않고 있다는 인식으로 인해 발생하는 자기 규제 상태로 이해 될 수 있다.
직접 대면한 상태에서 이루어지던 사람들의 사회적 의사 소통 경험은 인터넷이 발전함에 따라 많은 부분을 소셜 미디어를 통해 이뤄지도록 확장되었다. 기술의 발전과 함께 휴대폰, 스마트폰 등의 전자기기와 페이스북, 트위터, 인스타그램 등의 SNS는 사람들이 서로 관계를 맺는데 필요한 "입장료"(cost of admission), 즉 관계 형성에 필요한 문턱을 낮춰주면서 사람들 사이의 관계가 조금 더 부담없이 이루어질 수 있는 기회를 제공한다. 그러나 통신을 이용한 커뮤니케이션은 인터넷에 대한 의존도를 증가시킨다. 관계에 대해 "온라인" 상태를 유지하는 것에 대한 심리적 의존은 연결이 끊어졌을 때 불안을 초래할 수 있으며, 그에 따라 포모 증후군을 일으키거나 심지어는 병적인 인터넷 사용으로 이어질 수 있다. 결과적으로, 포모는 사람들의 부정적인 기분과 우울한 감정에 기여할 수 있기 때문에 사람들의 심리적 건강과 복지에 부정적인 영향을 미치는 것으로 인식된다.

## 역사
이 현상은 1996년 마케팅 전략가인 댄 허먼(Dan Herman) 박사가 처음으로 규명했으며, 그는 이를 연구하여 2000년 브랜드 관리 저널에 이 주제에 관한 최초의 학술 논문을 발표했다.
작가 Patrick J. McGinnis는 FOMO라는 용어를 만들어 2004년 하버드 경영대학원의 잡지인 하버스에 "McGinnis' Two FO: HBS의 사회이론"이라는 제목의 옵에드를 발표하여 인기를 끌었다. 이 책에서 그는 FOMO와 또 다른 관련 조건인 FOBO(더 나은 선택의 두려움)와 학교에서의 사회생활에서의 그들의 역할을 언급했다. FOMO의 어원은 학자인 Joseph Reagle의 2004년 하버스 기사로도 거슬러 올라간다.
고립공포감은 소셜 미디어에 대한 새롭게 증가하는 중독에서 비롯한다. 학자인 Blackwell 등은 소셜 미디어 중독이 가져올 수 있는 특정 예측 변수의 영향에 대해 논의한다. 이 기사는 소셜 미디어 중독으로 무엇이 구성되고 어떻게 되어가는 지부터 시작한다. 소셜 미디어의 사용이 증가함에 따라 중독을 빨리 해소하기가 어려워질 수 있다. 그들은 소셜 미디어에 대한 중독이 그것이 그들의 삶에 간섭을 일으킬 수 있을 정도로 미디어의 사용을 통제할 수 없을 때라고 정의한다. 이들의 연구는 한 사람이 중독되거나 소셜 미디어에 중독되는 네 가지 주요 예측 변수에 초점을 맞추고 있다. 이 네 가지 예측 변수는 외향성, 신경증, 애착 스타일, 고립공포감이다. 이러한 성격적 특성은 미디어에 대한 의존성을 쉽게 결정할 수 있게 한다.
고립공포감, 즉 포모는 포함되지 않는 것에 대한 두려움이다. 소셜 미디어 때문에 이러한 두려움이 나타나고 격렬하게 커져 왔다. 사람들은 이제 친구들과 동료들이 하는 일을 보고 지속적으로 접근할 수 있게 되었다. 고립공포감은 소셜 미디어 중독의 직접적인 결과로서, 모든 소셜 미디어에서 다른 사람들이 하고 있는 것을 볼 수 있기 때문이다. 스마트폰의 지속적인 사용은 궁극적으로 사람들이 하루 종일 끊임없이 웹사이트를 보는 것으로 이어진다.
포모는 자신이 알지 못하거나 일부 사회적 사건, 경험, 상호작용과 관련이 없다는 불안감을 말한다. 겪는 사람들은 자신이 무엇을 놓치고 있는지 정확히 알지 못할 수도 있지만, 다른 사람들이 훨씬 더 나은 시간을 보내고 있거나 순간적인 충동으로 훨씬 더 보람 있는 경험을 하고 있다는 두려움을 여전히 가질 수 있다. 포모는 대화, TV 프로그램, 결혼식, 파티, 또는 시내의 맛있는 레스토랑과 같은 다양한 사회 활동에서 비롯될 수 있다.
포모는 단순히 만연한 정신 상태로 존재할 수 있지만, 다른 신체 반응(예: 땀을 흘리는 것)과 실제 행동으로 이어질 수도 있다. 미국과 영국에서 실시한 조사에 따르면, 밀레니얼 세대 성인의 대다수는 놓칠까봐 모든 것에 동의하고 싶다고 말했으며, 응답자의 절반 이상이 주제나 새로운 관심사를 찾는 데 충분한 에너지나 시간을 투자하지 않는다고 말했다. 게다가, 고립공포감은 소셜 미디어의 사용이 증가하는 동기로서, 교실에서의 학습과 자동차 운전에도 방해가 될 수 있다. 또한, 이메일과 소셜 미디어 업데이트를 지속적으로 확인하는 것과 같은 건강하지 않은 디지털 습관이 개발되어 현재의 사회적 상호작용에 불충분한 참여로 이어질 수 있다.
포모는 실제 사회 활동에 미치는 영향 외에도 장기 목표와 사람들의 자아 인식 형성에 영향을 미칠 수 있다. 응답자의 절반 가량이 최신 정보를 유지할 수 있는 양에 압도되어 있으며, 어떤 것을 빠뜨리지 않는 것은 거의 불가능하다고 말했다. 상대적 박탈의 과정을 통해 포모는 사람들의 경험에 대한 불만족과 덜 가진 느낌에도 도움이 되는 것으로 밝혀졌다. 더구나 사람들의 전반적인 심리적 행복에도 부정적인 역할을 한다. 고립공포감은 소셜 미디어 사용을 통해 지루함과 외로움 같은 부정적인 사회적·감정적 경험을 촉발한다고 여겨진다. 이전의 연구와 일관되게, 2013년 고립공포감에 대한 실증 연구에서는 고립공포감이 사람들의 전반적인 기분과 삶의 만족도에 부정적인 영향을 미친다는 것을 발견했다.
인지 효과 측면에서, 포모는 중단이 "연결"에 더 가깝다는 믿음을 심어줄 수 있다. 포모는 다른 사람과의 더 좋거나 더 흥미로운 관계를 끊임없이 찾도록 유도할 수 있으며, 그렇게 하기 위해 현재의 연결을 포기하면서, 그들이 움직이는 것이 반드시 더 좋은 것이 아니라 단지 다르다는 것을 깨닫지 못하고 있을 것이다. 더구나 사회적 상호작용이나 현재의 사건들에 뒤쳐지지 않는 잠재적 가능성에 기인하는 중요성은 개인의 안전이 무시될 수 있을 정도로 매우 심각하다. 예를 들어, 운전 중 문자 메시지를 보내는 사람들을 발견하는 것은 흔한 일이다.

## 원인과 상관관계
심리학적 욕구의 이론적 관점으로부터, 포모는 심리적 욕구 만족의 상황적 또는 장기적 결손, 그리고 그 유행이 다른 사람들의 사회 생활의 투명성 증가와 실시간 정보의 증가하는 양에 기여하는 것으로 귀속될 수 있다. 이용 및 만족 이론에 따르면, 사람들은 자신의 특정 요구를 충족시키기 위해 소셜 미디어를 적극적으로 선택하고 사용한다. 포모와 씨름하는 사람들에게 소셜 미디어의 관여는 상대적으로 저렴한 비용으로 사회적으로 연결될 수 있는 편리한 도구 역할을 하기 때문에 매력적일 수 있다.
자기결정론은 개인의 능력, 자율성, 관련성에 대한 심리적 만족은 인간에 대한 세 가지 기본적인 심리적 요구로 이루어져 있다고 주장한다. 기초적인 심리적 만족도가 낮은 사람들은 더 높은 수준의 포모를 나타냈다. 다시 말해서, 기초적인 심리적 만족도와 포모 사이의 유의한 상관관계가 확인되었다. 또한, 10명 중 4명 가까이가 포모를 가끔 또는 자주 경험한다고 응답했다. 포모는 연령과 부정적으로 상관관계가 있는 것으로 확인되었으며, 여성보다 남성에게서 더 많이 나타난다.
Merriam-Webster에 의해 정의되는 외향성은 관심이 전적으로 자기 밖에 있는 것에 쏠리는 개인을 말한다. 외향적인 것과 더 높고 더 빈번한 소셜 미디어 사용 사이에는 연관성이 있다. 그들은 자신의 사회적 존재와 타인과의 관계를 증진시킬 플랫폼으로 소셜 미디어를 사용한다.
개인의 범주인 신경증은 정서적 불안정성을 암시한다. 이것은 소셜 미디어 사용과 인터넷 중독과 관련이 있는 것으로 증명되었다. 다른 사람들보다 신경 과민에 더 많이 시달리는 사람들은 페이스북이나 트위터 같은 소셜 미디어 앱에 더 끌리기 쉽다. 그들은 직접보다 소셜 미디어를 통해 상호작용하는 것이 더 쉽기 때문에 이러한 플랫폼을 동료의 승인을 통해 자신을 검증하기 위한 시도로 사용한다.
애착 스타일은 소셜 미디어 사용에 의해 크게 영향을 받을 수 있다. 소셜 미디어는 사람들이 다른 사람들과 지속적으로 접촉할 수 있도록 만들어졌다. 관계의 유지·보수는 사람의 애착스타일에 크게 기반을 두고 있으며, 불안한 애착스타일을 가진 사람들은 불안정하게 될 가능성이 더 높고 종종 그들의 파트너에게 확신을 구한다. 소셜 미디어는 항상 상대방과 접촉할 수 있는 수단을 제공하기 때문에 이것을 악화시킬 수 있다. 그러나 이것은 또한 불안한 파트너에게 지속적인 확신을 제공할 수 있기 때문에 관계 유지에 도움이 될 수 있다. 소셜 미디어가 즉답이 필요 없는 소통 수단을 제공한다는 점도 사회적 불안감에 시달리는 사람들이 주저하거나 어색한 일시 중단의 걱정 없이 하고 싶은 말을 생각하게 한다. 연구자들이 이것을 예측 변수로 고려할 만큼 충분히 강하지만, 하나는 불안한 애착 스타일을 가지고 있고 다른 하나는 증가된 빈도로 소셜 미디어를 사용하는 것 사이의 상관관계 정도에는 약간의 모호성이 있다.
페이스북, 트위터, 인스타그램과 같은 소셜 네트워크 서비스는 사회적 연결을 추구하기 위한 기술적 도구로서, 더 높은 수준의 사회적 관여를 약속한다. 그러나 건강에 좋지 않은 디지털 습관은 현재의 사회적 상호작용에 대한 충분한 참여를 저해할 수 있다. 사람들이 자신의 생각과 감정을 가지고 있는 동안에도 그들의 생각과 감정을 공유함으로써 자신을 정의하기 위해 기술을 사용할 때, 그들은 간접적으로 "나는 따라서 존재한다"라는 메시지를 전달하는데, 이것은 사람들로 하여금 사회적 연결이나 상호작용의 본질을 왜곡되게 오해하게 할 수도 있다. 점점 더 많은 사람들이 다른 사람들과 공유하고 그들의 관심을 끌기 위해 새로운 것을 찾으려 한다면, 아마도 그들은 점진적으로 더 고립되고 공허하게 느낄 것이다.
소셜 네트워크 서비스는 포모 센세이션을 일으키는 큰 요인이 되었다. 사람들은 다른 사람의 직책과 삶에 대한 부러움 때문에 소셜 네트워크 서비스에서 부정적인 감정과 감정을 키운다. 소셜 미디어는 사람들이 계속해서 그들의 먹이를 새로 고치고 그 정확한 순간에 다른 사람들이 무엇을 하고 있는지 알 수 있도록 접근하기 쉽고 중앙에 위치하는 장소를 만들었다. 이 아이디어를 한 단계 끌어올린 스냅챗은 24시간 동안 지속되는 사진과 영상의 모음집이다. 이것은 그들이 방금 먹은 식사의 사진에서부터 그들이 참석하고 있는 컨트리 음악 콘서트 영상에 이르기까지 무엇이든 될 수 있다. 이것은 사용자들이 그들의 친구들이 마지막 날 동안 한 모든 재미있는 것들을 볼 수 있게 해주며, 포모가 실제로 시작하게 한다. 독일의 대학 연구원들은 페이스북 데이터를 살펴본 결과, 사람들이 소셜 미디어를 사용할 때 부정적인 감정을 가지고 있다는 것을 발견했다. 왜냐하면 그들은 그들의 친구들의 "완벽해 보이는" 삶을 보았기 때문이다. 포모를 경험하는 사람들은 항상 "연결된 상태를 유지할 필요"를 느끼기 때문에 소셜 네트워크 서비스를 이용하는 경향이 더 강하다. 소셜 미디어와 스마트폰이 표면화되기 전에는, 사람들은 일반적으로 친구들이 그들과 함께 함으로써 무엇을 하고 있는지 알고 있었다. 그러나 오늘날, 사람들은 버튼 클릭 한 번으로 놓친 것을 검색할 수 있다.
밀레니얼 세대는 서로 의사소통하기 위한 방법으로 휴대폰을 사용하여 전화를 걸거나 메시지를 주고받을 때 친구나 가족과의 사회적 상호작용에 많은 관심을 집중한다. 하지만 부정적인 면에서는 기술이 이들에게 방해가 될 수 있고, 이것은 높은 스트레스 수준을 초래할 수 있으며 우울증이나 불안 같은 증세를 배출할 수 있다.
학자인 Dhir 등은 소셜 미디어 사용과 포모와 관련하여 우울증의 가능성에 대해 논의한다. 우울증을 앓는 사람들은 괴로움, 슬픔, 고뇌, 그리고 다른 극단적인 감정들의 감정과 증상들도 경험한다. 이는 일상 활동을 방해하고 집중력, 수면, 식사, 심지어 움직이는 능력을 방해한다. 수년 동안, 연구원들은 소셜 미디어 사용이 우울증의 원인이라는 것을 발견했다. 개인의 소셜 미디어 노출이 증가함에 따라, 그것은 그들을 우울증에 취약하게 만들고 심지어 포모와 다른 미디어 기반 불안으로 악화시킬 수 있다.
불안은 어려운 상황이나 위협을 염려하는 마음의 상태로 정의된다. 불안한 상태에 있는 사람들은 여러 가지 질병을 앓을 가능성이 있으며, 쉽게 피곤하고 지치고 육체적인 고통을 겪는 경향이 있다. 최근 학자들은 소셜 미디어 사용자들의 불안 확산에 대해 연구하기 시작했다. 소셜 미디어를 사용하면서 불안을 느끼는 사람은 소셜 미디어 사용에 대한 높은 참여와 같은 다른 대응 전략으로 되돌아갈 가능성이 높다. 불안한 사용자들은 소셜 미디어에서 소속감을 찾고 관심을 찾는 등 불안한 상태를 해소하기 위해 소셜 미디어에 더 많이 참여하고 있다.
광고와 마케팅 캠페인이 새로운 기술의 시대에 포모의 매력을 채용하는 것은 드문 일이 아니다. 브랜드와 기업은 종종 고객들에게 "잊을 수 없는" 경험이나 거래를 알려준다.(예: AT&T의 "Don't be left behind" 캠페인, 듀라셀 파워맷의 "Stay in charge" 캠페인, 하이네켄의 "Sunrise" 캠페인) 특히 하이네켄의 "Sunrise" 캠페인은 과도한 음주를 파티의 하이라이트를 놓치는 방법으로 묘사함으로써 책임 있는 음주를 장려하기 위한 것으로, 과도한 음주는 개인의 건강에 위험하다는 일반적인 경고를 피했다. 하지만 네스카페의 "Wake up to life" 캠페인과 같이 브랜드들이 포모에 맞서려는 경향도 있다. 일반적인 포모 마케팅 기법 중 하나는 고객이 판매를 놓칠 때까지의 기간을 명시적으로 보여주는 방법으로 카운트다운 타이머를 포함시키는 것이다.
TV 시청자의 포모를 달래는 것도 방송 시청률을 높이는 것으로 인식되고 있다. 누군가의 상태 및 주요 사회 행사에 대한 실시간 업데이트를 통해 보다 적극적인 미디어 소비 경험과 더 빠른 정보 보급이 가능하다.

## 대중문화에서의 포모
- 미국 TV 드라마 《내가 그녀를 만났을 때》의 '블리츠의 저주(The Curse of the Blitz)' 에피소드에서, 저주는 등장인물이 사건이 일어나기 직전에 떠나도록 유도함으로써, 재미있고 놀라운 사건들을 놓치게 하는 경우가 많다. 그 저주는 포모에 대한 강한 불안을 조장할 수 있는데, 이 때문에 등장인물은 어떤 것도 놓치지 않으려고 끊임없이 노력하게 된다. 한 장면에서 저주는 Barney Stinson(Neil Patrick Harris)이 물리 법칙을 거스르는 동전 던지기를 포함한 놀라운 사건들을 놓치게 한다.[5]

- 《오렌지 이즈 더 뉴 블랙》 시즌 5의 테마로, '포모 폭동(Riot Fomo)' 에피소드를 통해 다양한 등장인물이 경험하는 실종 공포의 수많은 예를 강조한다. 수감자들이 자녀와 가족의 삶에서 중요한 사건에 대해 그들의 포모에 대해 토론하고 그들의 관계를 유지하기 위해 노력하며, 죄수들의 사랑하는 사람들과 다른 이해관계자들이 감옥에 나타나거나 그곳에서 일어나는 일에 뒤떨어지지 않으려고 노력한다.[34][35]

- 호주의 FOMO 다도시 음악제.[36]

## 암호화폐와 포모
2017년과 2018년을 전후하여 암호화폐 투자가 급격히 활성화되면서 암호화폐 투자자들 사이에서 포모가 유행어로 사용되었다. 주로 자신이 투자하지 못한 특정 암호화폐의 가치가 급상승하고 있을 때 이익을 얻지 못할까봐 생기는 불안감을 묘사하는데 사용된다.

## 같이 보기
- SNS
- 사회 연결망
- 손실회피
- 쌍곡형 할인
- 기회비용
- 자기결정 이론
- 소외
- 퍼드
- Hodl